# Monster Hunter Generations Ultimate
Monster Hunter Generations Ultimate, conosciuto in Giappone come Monster Hunter XX (モンスターハンターダブルクロス?, Monsutā Hantā Daburu Kurosu), è un videogioco action RPG del 2017 sviluppato e pubblicato dalla software house giapponese Capcom per Nintendo 3DS. Versione espansa di Generations, il gioco è stato pubblicato per celebrare il decimo anniversario del franchise. Il 25 agosto 2017 è stata pubblicata una versione per Nintendo Switch, che supporta il crossplay con la versione per Nintendo 3DS.

## Trama
Il protagonista è un cacciatore facente parte della Wyccademia, un'organizzazione che studia e ricerca i mostri e la cui base si trova nella base di caccia nei pressi del villaggio pastorale di Bherna. Dopo aver conosciuto il capo del villaggio, la dama delle missioni e il capo ricercatore e aver completato alcune missioni "preparatorie" (fra le quali l'uccisione di un gruppo di Jaggi per conto della miadama, la trovacompagni del villaggio), il protagonista accetta e porta a termine la missione urgente relativa alla caccia a un Gran Maccao. Guadagna così l'autorizzazione di spostarsi nei villaggi di Kokoto, Pokke e Yukumo (già apparsi rispettivamente in Monster Hunter, Monster Hunter Freedom 2 e Monster Hunter Portable 3rd), anch'essi sorvegliati dalla Wyccademia e i cui capi necessitano aiuto.
Dopo aver completato alcune missioni di prova nei territori di caccia limitrofi ai suddetti villaggi (i colli verdi, il monte artico e le cime nebbiose), eliminando alcuni mostri tipici delle suddette zone (un Velocidrome, un Bulldrome e un Arzuros), il cacciatore viene richiamato a Bherna per un incarico urgente: nella frontiera giurassica è stato infatti avvistato un Tetsucabra che sta intralciando le ricerche della Wyccademia. Cacciato il mostro, il protagonista viene autorizzato a proseguire al rango successivo.
Tuttavia, durante alcune missioni per conto dei capi dei suddetti villaggi, il cacciatore si imbatte in quattro mostri, noti come i Fatidici Quattro, che da tempo minacciano gli insediamenti. Essi sono il wyvern volante elettrico Astalos, che minaccia Kokoto, la mastodontica belva zannuta simile a un mammut Gammoth, che minaccia Pokke, l'elegante leviathan rosato Mizutsune, che minaccia Yukumo, e il terrificante wyvern brutale che ricorda un carnotauro chiamato Glavenus, di recente avvistato nei pressi di Bherna. Sopravvissuto a tutti questi incontri e affrontati altri mostri richiesti dalla Wyccademia (Yian Kut-Ku, Daimyo Hermitaur, Nibelsnarf, Ludroth reale e Gypceros), il protagonista elimina un Malfestio nella frontiera giurassica e sale nuovamente di rango.
Data l'improvvisa scomparsa dei quattro misteriosi mostri, il protagonista si dedica alle missioni assegnategli dalla Wyccademia, eliminando una Rathian, un Nargacuga, un Najarala, due Khezu e uno Shogun Ceanataur. La missione urgente questa volta prevede la caccia di uno Yian Garuga, che viene prontamente neutralizzato e consente al protagonista di salire di grado.
A questo punto la situazione nei villaggi precipita; tre dei quattro mostri (Astalos, Gammoth e Mizutsune) vengono nuovamente avvistati nei pressi di Kokoto, Pokke e Yukumo e questa volta puntano dritti a distruggere gli insediamenti. Il protagonista quindi si mobilita e riesce a eliminarli tutti e tre, salvando i villaggi. Sbarazzatosi anche di un Lagiacrus, un Rathalos e un Uragaan, viene richiamato al villaggio di Bherna. Il Glavenus è tornato e sta decimando la squadra di ricerca. Il cacciatore si dirige nella frontiera giurassica e, dopo un duro scontro, riesce a eliminarlo, mettendo in sicurezza anche Bherna.
Dopo aver completato alcune missioni, sconfiggendo un Gore Magala, uno Zinogre, un Tigrex, un Seregios e un Brachydios, il protagonista viene informato che, nel santuario del monte paradiso, si è manifestato un secondo Shagaru Magala (il primo e ultimo esemplare avvistato era quello apparso in Monster Hunter 4), che necessita di essere eliminato per evitare che possa portare avanti la missione del suo predecessore. Eliminato il drago anziano, si conclude la storia dell'effettivo gioco base.
Nell'espansione la storia prosegue: il protagonista viene trasferito sull'enorme aeronave della Wyccademia chiamata Solcacieli e diretta da un giovanissimo wyverniano e recente membro della Wyccademia che si fa chiamare il Wyvventuriero. Egli incarica il cacciatore di dirigersi nel nuovo territorio di caccia appena scoperto, le rovine elevate, per occuparsi di un Congalala che ha attaccato alcuni ricercatori. Al termine della missione, il cacciatore avvista in lontananza un misterioso drago anziano che utilizza le ali come dei motori a propulsione e che si allontana rapidamente. Tornato a bordo dell'aeronave, il Wyvventuriero spiega che quel mostro è una creatura leggendaria conosciuta come Valstrax e soprannominato la "cometa d'argento" dai testi antichi. Ora che finalmente si ha la conferma che il mostro si trova alle rovine elevate, ha intenzione di chiedere alla Wyccademia l'autorizzazione per inseguirlo, promettendo di tenere il protagonista aggiornato.
Ora che si è sbloccato l'alto grado, il cacciatore completa alcune missioni contro un Seltas e un Giadrome; a quel punto, viene informato che la Wyccademia ha ovviamente rifiutato di approvare la missione di inseguimento del Valstrax, ritenendola troppo pericolosa. Il Wyvventuriero però non si arrende e continua a insistere, mentre il cacciatore si occupa di un Barroth che aveva bloccato la tratta commerciale di un mercante amico di Bherna. Sbarazzatosi del wyvern brutale, elimina quindi un Gypceros, un Tetsucabra, un Ludroth reale per conto del capo di Yukumo e infine un Daimyo Hermitaur per conto della Wyccademia. Ritornato al solcacieli, scopre che il capo di Pokke è disposto a potenziare il solcacieli usando del legname, ma che un Nerscylla si è insediato nella foresta primordiale, il luogo dove tale legname può essere raccolto. Con la sconfitta del mostro, l'aeronave viene potenziata.
La Wyccademia decide quindi di accettare finalmente la richiesta del Wyvventuriero e di autorizzare la missione contro il Valstrax. Il solcacieli non è però pronto a inseguire una bestia di tale potenza e velocità e quindi necessita di essere migliorato. Dopo aver eliminato una Rathian, un Nibelsnarf e un Basarios, il protagonista viene incaricato di occuparsi di tre mostri i cui materiali sono necessari per potenziare la nave: un Plesioth, un Nargacuga e un Lavasioth. Migliorata la nave e sconfitti anche uno Zamtrios e un Uragaan per conto della Wyccademia, il capo di Kokoto richiede l'aiuto del protagonista. Il Valstrax è infatti passato sopra il villaggio e ha lasciato cadere delle scaglie dal valore inestimabile chiamate corazze bollenti; quando però alcuni giovani del villaggio sono andati a raccoglierle per la Wyccademia, hanno finito per infastidire un territoriale Gravios che li ha aggrediti. Nonostante la Wyccademia ordini di non intervenire a causa dell'alto rischio dell'operazione, il Wyvventuriero sceglie di disobbedire e manda il cacciatore a occuparsi del mostro. La situazione degenera quando, eliminato il Gravios, fa il suo ingresso il Valstrax in persona, che obbliga alla fuga il solcacieli.
Demoralizzato per la sconfitta e sentendosi in colpa per aver messo a rischio la vita del protagonista, il Wyvventuriero si chiude in sé stesso e annulla l'operazione di inseguimento del Valstrax. Mentre l'operazione di ritiro inizia, il protagonista affronta e sconfigge un Rathalos, uno Zinogre e un Tigrex per conto della Wyccademia, salvo poi scoprire che i quattro villaggi aiutati in precedenza sono nuovamente minacciati da altri esemplari degli stessi mostri che minacciavano di attaccarli in precedenza. Eliminati tutti i quattro mostri, i capi dei quattro villaggi raggiungono il solcacieli e riescono a risollevare il morale del Wyvventuriero, rivelando anche di aver convinto la Wyccademia a ripristinare la missione di inseguimento, autorizzando così il solcacieli a dare la caccia al Valstrax.
Tuttavia la nave non è ancora pronta per inseguire il mostro e il protagonista caccia ed elimina prima un Gore Magala per aiutare alcuni ricercatori e infine un Barioth nel canale ghiacciato per potenziare lo scafo del solcacieli e permettergli di raggiungere il nido del drago anziano. Con l'aeronave finalmente pronta, il cacciatore riesce a raggiungere il Valstrax e, dopo un duro scontro, lo uccide una volta per tutte.
Il gioco si chiude con un'enorme festa a bordo del solcacieli alla quale prendo parte tutti i personaggi di tutti i precedenti titoli (Generations Ultimate è infatti l'ultimo titolo prima di Monster Hunter: World, e quindi l'ultimo della "vecchia generazione", quindi il filmato finale è un tributo a tutti i titoli precedenti.

## Modalità di gioco
Essendo una versione espansa di Generations, il gameplay di Generations Ultimate non si discosta molto da quello del predecessore (eccetto che per l'aggiunta di nuove missioni, un ulteriore livello di difficoltà, nuove arti di caccia e due nuovi stili di caccia: lo Stile Valoroso e lo Stile Alchemico).

## Accoglienza
Il gioco ha riscosso un enorme successo in Giappone con più di 850000 copie vendute arrivando primo in cima alle vendite del paese.